# MØ
Karen Marie Aagaard Ørsted Andersen (* 13. srpna 1988, Ubberun, Dánsko) je dánská zpěvačka a textařka, která zpívá pro Sony Music Entertainment. Její debutové studiové album No Mythologies to Follow bylo vydáno v březnu 2014. MØ spolupracovala také s australskou rapperkou a zpěvačkou Iggy Azaleovou na songu „Beg for It“, který obsadil 27. příčku na Billboard Hot 100. Následující rok vystupovala s DJ Snakem a Majorem Lazerem v písničce „Lean On“, který bodoval na 1. příčce v Austrálii, na 2. ve Velké Británii a 4. ve Spojených státech.
Zkratka MØ, které vyjadřují její iniciály, znamenají v dánštině „dívka“ nebo „panna“.

## Diskografie
- No Mythologies to Follow (2014)
- Forever Neverland (2018)
- Motordrome (2022)
- Plæygirl (2025)